# Enrique Pintado
Enrique Pintado (Montevideo, 26 de enero de 1958) es un político uruguayo perteneciente al Frente Amplio; ex Ministro de Transporte y Obras Públicas.

## Biografía
Realizó estudios de Ciencias Políticas sin llegar a recibirse. Tuvo una activa militancia gremial en su facultad, donde fue elegido miembro del Claustro Estudiantil, como también en la Federación Uruguaya de la Salud.
También ha ejercido el periodismo en los periódicos “Voces del Frente” de Montevideo, “Diario Cambio” de Salto, “La Plaza” de Las Piedras y columnista en el Diario La República.
Tiene una hija. Hijo de Manuel Da Silva García. Tiene dos hermanas por parte de su padre.

## Carrera política
Milita en el Frente Amplio desde su adolescencia. Originalmente integró los cuadros sindicales del PCU.
En 1994 participa de la fundación del sector Asamblea Uruguay, liderado por Danilo Astori. En las elecciones de ese año es electo diputado por Montevideo para el periodo 1995-2000. Resulta reelecto para los periodos 2000-2005 y 2005-2010.
En 2004 presidió la Comisión de Asuntos Internacionales.
En 2007 es nombrado Presidente de la Cámara de Representantes.
En los comicios de octubre de 2009, es electo diputado (encabezando la lista por Montevideo), y también es el primer suplente de Danilo Astori en la lista al Senado del Frente Liber Seregni; asume la banca en febrero de 2010, y a partir del 1° de marzo de 2010 asume como Ministro de Transporte y Obras Públicas.
En marzo de 2015 asume como senador dado que es el primer suplente de Danilo Astori en la lista al Senado del Frente Liber Seregni
A inicios de 2019 se aparta de Asamblea Uruguay para apoyar la precandidatura presidencial de Mario Bergara de cara a las internas de junio.